# Fanelo Mamba
Fanelo Mamba (ur. 29 października 2001) – suazyjski piłkarz grający na pozycji napastnika. Od 2018 jest zawodnikiem klubu Young Buffaloes FC.

## Kariera klubowa
Swoją karierę piłkarską Mamba rozpoczął w klubie Moneni Pirates FC. W 2016 roku zadebiutował w jego barwach w suazyjskiej pierwszej lidze. W 2018 roku przeszedł do Young Buffaloes FC. Wraz z Young Buffaloes wywalczył mistrzostwo kraju w sezonie 2019/2020 oraz dwa wicemistrzostwa w sezonach 2020/2021 i 2022/2023.

## Kariera reprezentacyjna
W reprezentacji Eswatini Mamba zadebiutował 9 września 2018 w przegranym 0:2 meczu kwalifikacji do Pucharu Narodów Afryki 2019 z Tunezją.